# Миршань
Миршань, Миршані (рум. Mârșani) — комуна у повіті Долж в Румунії. До складу комуни входить єдине село Миршань.
Комуна розташована на відстані 172 км на захід від Бухареста, 38 км на південний схід від Крайови.

## Населення
За даними перепису населення 2002 року у комуні проживали 5285 осіб. За віросповіданням усі жителі комуни — православні.
Національний склад населення комуни:
| Національність | Кількість осіб | Відсоток |
| -------------- | -------------- | -------- |
| румуни         | 5246           | 99,3%    |
| цигани         | 39             | 0,7%     |

Рідною мовою назвали:
| Мова      | Кількість осіб | Відсоток |
| --------- | -------------- | -------- |
| румунська | 5246           | 99,3%    |
| циганська | 39             | 0,7%     |

## Зовнішні посилання
- Дані про комуну Миршань на сайті Ghidul Primăriilor